# Madderi, Kolar
Madderi là một làng thuộc tehsil Kolar, huyện Kolar, bang Karnataka, Ấn Độ.